# Intuizionismo etico
L'intuizionismo etico, detto anche intuizionismo morale, è una teoria etica che si fonda sull'assunto che il Bene sia un concetto semplice e pertanto non possa essere definito, ma solo intuito.
Questa teoria si è diffusa all'inizio del Novecento, soprattutto nell'ambito della filosofia analitica inglese. Tra i maggiori esponenti di questo indirizzo Harold Arthur Prichard, David Ross, ma soprattutto George Edward Moore che con la sua opera Principia ethica può essere considerato il fondatore dell'intuizionismo etico.
Precursori del movimento si trovano nell'Illuminismo inglese: Joseph Butler, Shaftesbury, Hutchinson e Hume.

## Critiche
Secondo Sofia Vanni Rovighi, la filosofia morale normativa, fatta di precetti che devono essere attuati e contrapposta a quella di tipo descrittivo, può essere può essere fondata sull'intuizionismo etico oppure dedotta da una base metafisica che non si limiti alla mera fenomenologia di ciò che è etico. Secondo l'intuizionismo etico, l'etica si fonda su un nero sentimento che dovrebbe essere universale e comune a tutti gli uomini, e che invece li trova in disaccordo, finendo col cedere spazio al sentimento soggettivo che è un fondamento labile dell'etica che apre al relativismo morale.